# Кийотака Курода
Кийотака Курода (清隆黒田) е японски офицер и политик, дълги години ръководи Колонизационното бюро за Хокайдо, води и първата японска военна експедиция до Корея, която е принудена да сключи договор с Япония.

## Ранни години
Кийотака Курода (Рьосуке Курода) е роден на 16 октомври 1840 г. в префектура Кагошима в самурайско семейство от клана Сацума. В младежките си години получава самурайско възпитание и участва в нападения срещу чужденците, опитващи се да нарушат изолацията на Япония. През септември 1862 г. Курода е сред главните действащи лица в т.нар. Инцидент Намамуги (Аферата Ричардсън), когато по време на нападение на самураи от клана Сацума е убит англиският търговец Чарлз Ричардсън. Независимо че се бори срещу англичаните, Курода е човекът, догонил на кон и обезглавил убиеца на Ричардсън. В 1863 г. Курода отново участва в нападения над английски кораби в протока Шимоносеки. Няколко весеца учи в артилерйското училище в Едо (Токио), основано от Хидетацу Тородзаемон, но още в 1864 г. се отказва и в годините преди Реставрацията Мейджи се посвещава на борбата срещу шогуната Токугава. Участва активно в гражданската война от 1868 г., и в 1869 г. е сред ръководителите на обсадата на основната крепост на шогуната Горойокаку.

## Политическа кариера
В новосформираното императорско правителство Курода е назначен за зам.-министър на външните работи, а по-късно става министър на войната. През 1870 г. е определен за зам.-председател на новосфрмираното Колонизационно бюро, чиято задача е установяване на японската власт в Южен Сахалин. Когато представители на военните, оглавявани от Сайго Такамори, заедно с техни привърженици от Колонизационното бюро, настояват правителството да провежда по-активна външна политика, в частност да изпрати войски в Южен Сахалин, Курода препоръчва да се започне война с Русия, една когато Токио е напълно подготвен за подобна кампания. През есента на 1870 г. Курода уверява руския консул в Хакодате Александър Оларовски, че ще постарае да убеди правителството да се откаже от претенциите си върху Сахалин, но в писмо до императора предлага острова да бъде присъединен към Япония, да се укрепят северните граници на страната, за да се спре „натиска на северните варвари“, и да „изяснят удобните места за бъдещи сражения с Русия“.

### Директор на Колонизационното бюро за Хокайдо
В 1869 г. започва активната колонизация на остров Хокайдо, а в 1874 г. Курода е назначен за директор на Колонизационното бюро за северния остров. През 10-годишното пребиваване на този пост той прави изключително много за развитието на Хокайдо – под негово ръководство са построени пътища и пристанище, усвоено е голямо количество земя, започват да пристигат множество емигранти от други части на страната. През 70-те години Курода се опитва да убеди правителството в Токио да се откаже от плановете за колонизация на Сахалин и да съсредоточи усилията си за развитието на Хокайдо. През януари 1876 г. води военна експедиция до Корея, чиято цел е да „отвори“ страна. Акостирайки в устието на река Ханган, Курода отправя ултиматум към корейските власти за установяване на дипломатически отношения между двете страни и заплашва, в случай на отказ, да започне военни дейсвия. Резултатът от тази експедиция е сключения на 26 февруари 1876 г. неравноправен за Корея Договор от Канхуа, подписан лично от Курода. На следващата 1877 г. е изпратен да потуши самурайския бунт в Сацума. В 1881 г. завършва 10-годишният план за колонизация на Хокайдо и Колонизационното бюло е ликвидирано, а Курода назначен за съветник при правителството. Малко преди да напусне Хокайдо обаче името му е замесено в голям корупционен скандал. Като част от правителствената програма за приватизация, Курода се опитва да продаде активи на отглавяваното от него бюро на частен консорциум, създаден от негови бивши съратници от Сацума, на символична цена. Информация за сделката обаче изтича в пресата, и се разразява буря от критики срещу Курода, а продажбата е провалена. През същата 1881 г. умира и съпругата на Курода, като се носят слухове, че е убита от съпруга си в пиянски пристъп. Впоследствие тялото е ексхумирано и извършената аутопсия показва, че причина за смъртта е заболяване на белите дробове, но слуховете за проблеми на Курода с алкохола продължават.

### Министър-председател
В 1885 г. Курода заминава за чужбина, а след завръщането си в Япония през 1887 г. е назначен за министър на селското стопанство и търговията в първото правителство на Хиробуми Ито. След оставката на последния на 30 април 1888 г. Курода става премиер, сформирайки ново правителство от представители на клановете Чошу и Сацума. В 1889 г. срещу министъра на външните работи Шигенобу Окума е извършено покушение, а самият Курода, виждайки невъзможността на правителството си да постигне преразглеждане на неравноправните търговски договори с чуждите държави, подава оставка.

## Късни години
След оттеглянето му от премиерския пост е назначен в Тайния съвет. От 1892 г. е министър на съобщенията във второто правителство на Ито. В 1895 г. става председател на Тайния съвет и остава министър до 1898 г. Умира на 23 август 1900 г. от мозъчен кръвоизлив.